# 女神異聞錄3 Reload
《女神異聞錄3 Reload》（又译作，簡稱「P3RE」）是日本Atlus公司於2024年推出的角色扮演遊戲，为女神異聞錄系列的第四個主要作品《女神異聞錄3》（2006年）的重制版。與原版遊戲一樣，主角是一位高中學生，在他的父母在一場致命車禍中喪生十年後返回他的家鄉城市。他很快獲得了喚醒自己內心被稱為「人格面具」的能力，並加入了由志同道合的人格面具使用者組成的小組「特別課外活動部」，共同擊敗陰影並揭開「影時間」的神秘面紗。
在系列獲得國際更廣泛關注之後，粉絲經常向Atlus提出重製《女神異聞錄3》的請求，得到Atlus的回應。《Reload》的開發始於2019年，其製作首次在2023年4月受到媒體關注，2023年6月Atlus官方發佈預告確認。《Reload》忠實地重製了《女神異聞錄3》原版的故事，並帶來了各種圖形和功能上的更新，使遊戲與系列後續作品保持一致。副島成記監督了嶋田梓更新的角色設計，喜多條敦志創作了新的音樂，其中包括由 Takahashi Azumi和Lotus Juice演唱的歌曲。
《女神異聞錄3 Reload》於2024年2月2日在PlayStation 4、PlayStation 5、Windows、Xbox One和Xbox Series X/S平台發售，並於2025年10月23日於Nintendo Switch 2平台發售。這款遊戲獲得了評論員普遍正面的評價，並在發售首週內售出一百萬套，成為該系列最快達到百萬銷量的作品。

## 玩法

主角在戰鬥系統中與敵人交戰。

《女神異聞錄3 Reload》保留了其傳統角色扮演與社会模拟游戏的核心混合玩法，但在美術、圖形和機制上進行了全面改革，以融合自《女神異聞錄3》原版發布以來引入到女神異聞錄系列的系統和功能，特別是源自於2016年發售的《女神異聞錄5》出現的新機制和新玩法。除了基礎性的大修之外，《Reload》還細化了其圖形用戶界面的許多元素，以反映後續作品的更新展示。對於與劇情相關的任務，目標描述已添加到日期、時間和月相顯示下方，列出必須執行以推進敘事的動作，這在功能上類似於《女神異聞錄5》的抬頭顯示器。地圖顯示也在功能和形式上對比原版《女神異聞錄3》有所改進，不僅擴大了大小，還更詳細地描繪了周圍環境，並在需要為故事目的訪問的重要位置上放置了標記，非常類似於《女神異聞錄5》的地圖。新的遊戲系統還添加了主角穿越區域奔跑的能力。
遊戲的社交模擬和角色扮演部分將在《Reload》中引入新的玩法。主要角色所居住的巖戸台宿舍在課外相比原版有了更多的活動。主角現在能夠與每個宿舍居民進行個別對話，在宿舍的廚房烹飪具有恢復能力的食物，定期在宿舍入口處園藝和照料植物，租借DVD播放器觀看電影，以及借閱學校提供給宿舍的書籍。與《女神異聞錄4》和《女神異聞錄5》中的相應家庭活動一樣，進行這些任務將增強主角的「社交等級」，這些等級可以用來後續追求與「社群」對象的特定互動。例如，閱讀書籍將提高主角在學校的學術成績，而園藝則會獲得主角在戰鬥中學習新戰術的獎勵。此外，主角可以與另一個隊友一起參與上述每項活動，這將為他們在戰鬥場景中提供額外的增益。
在私立月光館學園高中部上課時，來自學科教師的課堂問題都已重新製作。在辰巳人工港湾岛和塔爾塔洛斯周圍探索現在是從第三人稱視角進行的，相機現在直接位於主角後方，並且現在允許玩家自由控制相機以更好地查看周圍環境。過場地圖現在是完全以3D渲染的，並且增加了一個按鈕提示，用於顯示主角當前位置或他們可以訪問的其他區域的信息。在《女神異聞錄3 攜帶版》的快速旅行功能上也做了擴展，玩家也能夠從地圖本身直接立即快速旅行到高亮區域內的任何特定位置。《Reload》移除了玩家能夠完全破壞與支援角色的社群關係的能力，這在《女神異聞錄3》（2006年）和《女神異聞錄4》（2008年）中是可能的（儘管玩家仍然可以通過選擇主角對互動的不屑回應來逆轉它們）。《Reload》將引入一個獨立於社群系統的新的社交玩法，旨在為在《女神異聞錄3》的先前版本中不那麼突出的支援角色提供更多故事內容，通過包含擴展主角與他們關係的外傳故事線，這也將擴展到在原版中缺乏專門的社群故事的男性隊友。
塔爾塔洛斯的結構和內容與原始遊戲完全相同，但《Reload》擴展了更多的環境變化以鼓勵探索，在視覺美術上也做了更新，使用Unreal Engine 4實現獨特的視覺效果（例如改進的照明）。「疲勞」機制已完全移除，在塔爾塔羅斯中長時間探索不再影響他們的戰鬥表現。塔爾塔洛斯的每層樓也設有可打破物品，可以通過擊碎以獲得隱藏的寶藏和遊戲道具。與原版相同的是，玩家無法在塔爾塔洛斯通過與導航員交互（桐條美鶴、山岸風花）來改變背景音樂，也無法指揮隊伍分開探索當前樓層上散落的隱藏寶藏和陰影。在塔爾塔羅斯中，隊伍可以選擇步行或全速疾跑，但後者也增加了陰影巡邏當前樓層時警覺到隊伍存在的機會 。

图中为《女神異聞錄3 Reload》中主角的“神通法”介面。

在戰鬥中，既可以像在《攜帶版》中那樣對隊員進行直接控制，也可以像在原版和《FES》中那樣交由遊戲系統自動指揮他們的行為。戰鬥用戶界面已完全改頭換面，從《女神異聞錄5》中汲取功能和風格靈感，其中“人格面具”、“物品”、“防禦”和“攻擊”命令分別對應不同按鈕。除了從先前《女神異聞錄3》版本中回歸的“分析”、“戰術”、“目標”和“突擊”命令外，還添加了“調查”和“協助”功能。《女神異聞錄3 Reload》實現了來自《女神異聞錄5》的“接力”技能的改進變體——由LT鍵操控的“轉換”能力。在成功擊中使陰影敵人倒下的攻擊後，“轉換”使當前活躍的隊員能夠將他們的回合傳遞給另一個角色，使下一個隊員有可能將其他敵人打倒（如果他們處於某些陣型）。當戰鬥屏幕上的所有敵人像在原始遊戲中一樣被打倒時，隊伍有機會發起一次“總攻擊”，其中所有活躍成員對任何剩餘敵人進行聯合襲擊，造成重大傷害。視發起命令的隊伍成員而定，角色將有個性化的結尾和獨特的動畫，與《女神異聞錄5》中的終結畫面類似。額外的人格面具和為隊伍恢復效果仍主要通過戰後小遊戲「Shuffle Time」獲得，但《Reload》允許玩家手動選擇他們想要的特定卡片，而不是在它們被洗牌後盲目選擇一張，類似於《女神異聞錄4》的版本。除此之外，本作在战斗中还新增名为“神通法”的个人必杀技，开启“神通法”需要充满计量槽才能发动，而积攒计量槽的方式是根据角色行动如攻击、发动技能等。

## 开发
2019年起，Atlus就已經開始開發《女神異聞錄3》的重製版，此時P-Studio的大部分工作人員從《女神異聞錄5 皇家版》（2019年）轉移到了《Reload》。P-Studio製作人和田和久表示，開發《女神異聞錄3 Reload》對於Atlus來說非常重要，因為《女神異聞錄3》原版對女神異聞錄系列具有重要的影響；和田和久還提到了重製現有遊戲和在將遊戲移植到Unreal Engine 4上所帶來的獨特挑戰（Atlus以前開發《皇家版》和《凯瑟琳 Full Body》（2019年）等遊戲均採用自研引擎）。《Reload》的命名是由於開發人員想要使用另一個帶有字母“R”的名稱來表達其作為《女神異聞錄3》的決定版地位，就像《女神異聞錄5 皇家版（Royal）》之於《女神異聞錄5》，他們認為僅僅稱其為“女神異聞錄3 重製版（Remake）”不適合該系列的命名慣例。「Reload」一詞還用來稱呼在戰鬥中角色用於召喚他們的人格面具所使用的手槍狀召喚器。
Atlus于2023年6月12日正式發佈遊戲官方預告。遊戲正式公開後，Atlus分享了關於Reload的幾項額外細節。P-Studio製作人和田和久表達了他們製作完全忠實於原版《女神異聞錄3》體驗的意圖，包括實現除了保留的故事線之外的多個“新場景和事件”；也正因為要忠於原版，游戏重制的内容不會包括《女神异闻录3 FES》和《女神異聞錄3 携带版》中集成的任何故事內容，如以埃癸斯主角的後日談章節、女主人公等。和田和久在這次採訪後澄清，首次添加到FES主故事劇情中的其他故事和遊戲元素仍將在遊戲中呈現。在《Fami通》的另一次采访中，製作人和田和久、新妻良太和總監山口拓也表示，重制版的《女神异闻录3 Reload》對現有遊戲的控制和地圖設計都進行了更改，遊戲的主要戰鬥區域塔爾塔洛斯將由於遊戲元素密度的增加，以及現有區域內的互動功能和景觀，與原始遊戲相比會有“特別大的變化”。他們還討論了在此時製作《女神異聞錄3 Reload》的動機和重要性，表示雖然不希望改動原作奠基的劇情與角色，但也希望玩家能夠以不遜於系列近期作品（《女神异闻录5》和《女神异闻录5 皇家版》）的功能性和畫面品質來遊玩《女神異聞錄3》，這也是開發之初的堅持。山口拓也詳細說明了重製所有原有場景和美術資源的努力，指出場地不僅擴大並更符合角色比例，也讓「遊戲要素與場景的密度提升」。他還提及，除了還原原劇情外，也增添了全新情節，新內容將聚焦於原作中不那麼突出的角色，契合本作作為「群像劇」的特質。
2023年8月，《Fami通》對製作人和田和久、新妻良太、總監山口拓也、作曲家喜多條敦志進行了進一步採訪，詳細討論了重製遊戲資產的開發過程。此時《女神異聞錄3 Reload》已進入其開發的最後階段。製作團隊稱《女神異聞錄3 月夜熱舞》（2018年）標誌著許多《女神異聞錄3》元素首次完全以高解析度形式呈現，故《月夜熱舞》中的角色模型被用作《Reload》中相應模型的基礎，而對於《月夜熱舞》中沒有的遊戲元素，《Reload》則是從頭開始製作，同時也要進行各種調整，例如埃癸斯的比例被改變以強調她作為與普通人類角色相比的機械生物獨特的物理特徵。山口拓也談到了遊戲第二隻預告片中展示的遊戲元素，確認隊員虎狼丸和荒垣真次郎將在《Reload》中有專門的外傳故事，前者的外傳故事將關注擴展虎狼丸的背景故事，而荒垣真次郎的內容將突出他在隊員中的魅力。製作團隊還證實，《女神異聞錄3 FES》中的與埃癸斯的“永劫”社群將在遊戲中保留；此時《女神異聞錄3 Reload》已進入開發的最後階段。

### 呈現
角色模型和資產已經從頭開始重製，以更接近環境設計的比例呈現，類似於《女神異聞錄5》的藝術方向，這也反映在翻新的照明引擎以及遊戲中可玩區域的非玩家角色數量上，這些都在與原始遊戲相比較時得到了改進。性能也從所有之前版本的每秒30幀（影格速率）提高到最高每秒60幀，並支持高達4K解析度（3840×2160）。《Reload》包含原始遊戲或其任何重製版本中未出現的額外場景，包括新的隊伍互動、對話和配音過場。每個社群支線故事都有了完全配音。在塔爾塔洛斯內探索還會根據帶入地牢的隊員增加額外的對話。原始PlayStation 2版本的《女神異聞錄3》的動畫過場已被重新製作。在配音方面，日語配音採用原班人馬的配音演員，重現他們各自的角色，包括初始三人组（主角、岳羽由加莉、伊織順平），以及在四部曲《女神異聞錄3 The Movie》電影系列中為虎狼丸配音的高橋伸也。重制版的可玩角色英文配音将全员更换，包括主角（阿列克斯·勒（Aleks Le））、桐條美鶴（阿萊格拉·克拉克（Allegra Clark））、岳羽由加莉（希瑟·岡薩雷斯（Heather Gonzalez））、伊織順平（澤諾·羅賓遜）、埃癸斯（道恩·米歇尔·贝内特）、真田明彥（亞歷杭德羅·薩博）、山岸風花（杨素汐）、荒垣真次郎（贾斯蒂斯·斯洛克姆（Justice Slocum））和天田乾（賈斯汀·李（Justine Lee））。柯克·桑頓為天鵝絨房間之主伊戈爾配音，重現了他在《女神異聞錄5》（2016年）英文配音版中的角色。塔拉·普拉特在原版遊戲中為桐條美鶴和天鵝絨之間的助手伊麗莎白配音，在《Reload》中則只為後者配音。尤里·洛文塔爾曾為主角、法洛斯以及望月綾時配音，這次在《女神異聞錄3 Reload》中飾演岳羽由加莉的父親岳羽詠一朗。曾為真田明彥配音的利亞姆·奧布萊恩這次配音桐葉購物中心警署的黑澤警官；自《女神異聞錄4 終極深夜鬥技場》以來為山岸風花配音的溫蒂·李，這次為月光館高中的寺內老師配音；原本為岳羽由加莉配音的，這次為古美術眞宵堂的店主配音。原先為荒垣真次郎與白戸陣配音的格蘭特·喬治，則在本作為桐條美鶴的父親桐條武治配音。此外，《女神異聞錄3 攜帶版》中女性主角的替代劇情路線並未收錄於本作。隨著在塔爾塔洛斯和遊戲的外傳故事中增加的額外配音對白，《女神異聞錄3 Reload》成為女神異聞錄系列中角色语音數量最多的遊戲。本作採用Unreal Engine 4開發。

### 美術設計
嶋田梓擔任《女神異聞錄3 Reload》的主要角色設計師，而原版遊戲中的角色美術副島成記則擔任其監督。兩人合作修繕現有設計，包括特別課外活動部成員進入塔爾塔洛斯時的裝備、每個隊員獨特的戰鬥服裝等。兩人為特別課外活動部的成員設計了一個新的臂章，監督山口拓也暗示它與在陰影遭遇時的新機制有關。島田和副島還更新了召喚器的外觀；增加了召喚器的手槍滑軌在發射後產生後座力並發出紅光的視覺效果，用以強調人格面具召喚的影響。
熊谷友寛曾擔任P-Studio《女神異聞錄4 終極深夜鬥技場》（2013年）以及《女神異聞錄5》與其《皇家版》的主要UI設計師，如今擔任《Reload》的美術總監。山口拓也在擔任本作監督後不久便早早聘請了熊谷加入團隊。熊谷表示，自己當初會對參加本企劃感興趣，是因為被原版《女神異聞錄3》的美術設計深深吸引，特別是UI能與遊戲主題產生強烈共鳴的理念。他解釋，《Reload》的選單界面之所以以「沉浸於水中」的意象為設計核心，靈感來自他對原作選單中大量藍色運用的第一印象，並由UI設計團隊進一步發想深化。他也規劃讓選單展現更緩慢的動畫和較柔和的美學，以此對比《女神異聞錄5》強烈動感與流行龐克的風格，並從遊戲主要舞台「辰巳港灣人工島」環繞的海洋獲得靈感。動畫團隊特地為選單專屬製作了主角的3D模型，採用大量動畫骨架和多邊形來細緻呈現角色情感，以及水中閃爍效果來強化沉浸於水中的感覺。熊谷強調，讓團隊同時保有如《女神異聞錄5》一樣易於操作、反應靈敏的UI也是同等重要的設計目標。
遊戲的標誌經過了多次設計迭代，早期的概念甚至完全重新設計了字體，以展現本作為全新受眾重啟《女神異聞錄3》的意圖。然而，隨著開發團隊愈發明確《Reload》將保留原作核心內容、僅對表現與可用性進行現代化調整之後，熊谷友寛與嶋田梓設計出一個在外觀上大致接近原作標題風格的標誌，但加入了「Reload」字樣，以強調本作是加入新要素的重製版，而非單純的高畫質重製。
遊戲的官方封面美術由嶋田梓繪製，有意再現了《女神異聞錄3》日本PlayStation 2概念藝術，突出了主角與他的人格面具塔納托斯。在設計封面美術時進行了多次修訂，副島和山口討論是否僅展示主角及其人格面具，或與遊戲中的其他主要角色一起。最終的結果旨在微妙地傳達遊戲更新的視覺效果，具有現代繪畫技術和強調的逼真照明效果，畫面主體強調主角面對他的命運的姿態。

### 音樂
在原聲音樂創作方面，喜多條敦志除了重新編排目黑将司的原聲音樂外，還為遊戲創作了數首原創樂曲，包括第二首戰鬥主題曲It's Going Down Now。YouTuber Takahashi Azumi擔任《Reload》的主唱，取代之前原作中的歌手川村由美；曾在多部《女神異聞錄3》作品中表演的說唱歌手Lotus Juice則繼續擔任男性主唱。Lotus Juice也參與了歌曲的創作，提出了部分主唱曲的修改建議，例如重寫歌詞以更貼合劇情場景。

## 發行及宣傳
2022年7月，Atlus進行了一項面向消費者的調查，以評估對Atlus過去發行的遊戲的重製和重新發布的興趣，特別是在女神轉生系列中。在一次直播的民意調查結果中，Atlus透露，《女神異聞錄3》（2006年）與《女神異聞錄2 罪》（1999年）和《女神異聞錄2 罰》（2000年）在最受要求重製的遊戲方面並列。2023年4月，世嘉內部會議的演示影片片段在網路上洩露，顯示了《女神異聞錄3》隊員岳羽由加莉與陰影交戰的畫面，據稱這是《女神異聞錄3》重製版早期開發版本的片段。媒體Gematsu後來證實了這段影片，一位撰稿人表示，該公司從與世嘉關係密切的匿名消息來源處聽說遊戲正在開發中，而在該宣傳片中展示的內容源自2021年。同一天，一位Twitter使用者發現名為“p3re.jp”的域名已被註冊，這被猜測與《女神異聞錄3》的重製有關，因為它的縮寫可能指的是該遊戲，並且遵循之前為女神異聞錄系列專案註冊的域名習慣。2023年6月初，Atlus更新了據推測與《女神異聞錄3》重製有關的“p3re.jp”網域，以及一個新的網域“p5t.jp”，部分遊戲媒體推測這與《女神異聞錄5》的潛在衍生作品有關。不久之後，Atlus West在其官方Instagram帳戶上意外上傳了重製版的預告片，命名為《女神異聞錄3 Reload》，以及《女神異聞錄5》的衍生作品《女神異聞錄5 戰略版（Tactica）》（2023年）的預告片。這兩款遊戲直到這一週晚些時候才在微軟Xbox Showcase直播發表會上正式宣布。世嘉在次月的Anime Expo 2023上舉辦了一個專門為這款遊戲而設的小組討論會，為《Reload》配音的數名配音演員（亞萊克斯·勒、希瑟·岡薩雷斯、澤諾·羅賓遜、亚历杭德罗·萨博、阿萊格拉·克拉克和楊素汐）參加了討論會，會上展示了遊戲英語配音的第二條預告片。
《女神異聞錄3 Reload》計劃於2024年2月2日在PlayStation 4、PlayStation 5、Windows、Xbox One和Xbox Series X/S上發布。它還將在Xbox Game Pass上首發。除了標準版外，還將提供數字豪華版和數字高級版。這兩個版本都包括數字原聲帶和畫冊的贈品，而高級版本還附帶一個遊戲內額外內容的可下載內容包。一個名為“埃癸斯版”的實體收藏版將附帶獨特的包裝、畫冊和原聲帶的實體版本、一個埃癸斯的大型半身像，以及可下載內容包的兌換券。本作的PlayStation 4版本可免費升級至PlayStation 5版本，Xbox實體版則依據安裝的平台，支援Xbox One與Xbox Series X間的Smart Delivery功能。
遊戲於發售一年後的2025年4月9日推出了體驗版，允許玩家遊玩前半段內容並挑戰其中一個頭目，形式類似於《暗喻幻想：ReFantazio》的試玩版。與該作一樣，體驗版的存檔可以繼承至正式版遊戲。

### 可下載內容
《女神異聞錄3 Reload》在發售時同步釋出了一系列首日可下載內容（DLC），包含多款遊戲內追加項目，可單獨購買也可組合包購入。這些內容包括來自《女神異聞錄4》（2008年）的八十神高等学校校服以及《女神異聞錄5》（2016年）的私立秀盡學園校服和心之怪盜團服裝，供隊員在遊戲迷宮探索時裝扮。還包括額外的人格面具套裝，其中包括來自《女神異聞錄4》、《女神異聞錄5》及《女神異聞錄5 皇家版》的追加人格面具，以及兩套自定義背景音樂，分別包含來自《女神異聞錄4 黃金版》和《女神異聞錄5 皇家版》的曲目。
2024年3月6日於Xbox Partner Preview直播中，官方宣布推出三波DLC。第一波於3月12日發售，增加了來自《女神異聞錄4 黃金版》和《女神異聞錄5 皇家版》的額外背景音樂。第二波於2024年5月31日釋出，帶來了角色的天鵝絨房間服裝，以及新的音樂曲目。
原作為《女神異聞錄3 FES》主線章節以及《女神異聞錄3》附加光碟的終章「Episode Aegis」也得到重製，作為第三波DLC，於2024年9月10日推出。製作人和田和久在訪談中表示，儘管這一章的劇情在玩家間曾引發一些爭議，此次重製仍然忠於原作內容。由於開發團隊人手不足，本次DLC交由曾參與《幻影異聞錄♯FE》和《靈魂駭客2》戰鬥設計的橋爪悠負責監督。由於橋爪悠並非P-Studio成員，收到邀請時感到十分驚訝，但最終決定接受這個機會參與女神異聞錄系列的製作。本章的音樂由喜多條敦志進行重新編曲，並由小塚良太新創作了兩首樂曲，分別為片頭曲與戰鬥曲。「Episode Aegis」為《女神異聞錄3 Reload》的最後一部DLC。和田和久表示，團隊曾評估追加女性主角的可能性，但與「Episode Aegis」相比，開發成本與時間遠高，因此未能實現。同時他表示，《女神異聞錄》團隊「肩負著不只是製作重製版，還包括全新項目開發的使命」。

### 周邊商品與聯動
2024年2月，Atlus宣布與Cerevo合作，製作《女神異聞錄3 Reload》作中召喚器的1:1複製品。原型機於2024冬季Wonder Festival展出。同時也宣布與湖池屋合作，推出以本作為主題的限量版洋芋片與吊飾。
2024年7月，Atlus與Platinum Pens合作，推出由Premium Bandai販售的特別款鋼筆。2024年7月3日，McFarlane Toys宣布將於2025年推出《女神異聞錄3 Reload》主題公仔玩具系列。隨遊戲發售同步推出了兩套黑膠原聲帶，皆由iam8bit發行；第一套於2024年推出，收錄遊戲本篇原聲音樂，第二套於2025年發行，主題為「Episode Aegis」DLC。
2025年3月，宣布與《女神異聞錄：夜幕魅影》展開聯動。

## 反響
| 汇总媒体             | 得分                                   |
| -------------------- | -------------------------------------- |
| Metacritic           | (PC) 89/100 (PS5) 88/100 (XSXS) 87/100 |
| OpenCritic（推荐率） | 99%                                    |

| 媒体            | 得分    |
| --------------- | ------- |
| Destructoid     | 6.5/10  |
| Digital Trends  | [ 57 ]  |
| Easy Allies     | 9/10    |
| Eurogamer       | [ 59 ]  |
| Game Informer   | 8.75/10 |
| Game Revolution | 9/10    |
| GameSpot        | 9/10    |
| IGN             | 9/10    |
| 新音乐快递      | [ 64 ]  |
| PC Gamer美国    | 89/100  |
| PCGamesN        | 8/10    |
| 个人电脑杂志    | [ 67 ]  |
| Push Square     | [ 68 ]  |
| RPGFan          | 97/100  |
| Shacknews       | 9/10    |
| TouchArcade     | 4.5/5   |
| VG247           | [ 72 ]  |

### 發售前
在發售前，《女神異聞錄3 Reload》受到評論員普遍的正面評價，包括讚揚了新的視覺效果和遊戲玩法，以及對原作的忠實度，儘管部分評論批評《Reload》遺漏了《攜帶版》中包含的女主角。Kotaku評論員肯尼斯·薛帕德總體上讚揚了遊戲的演示片，但不喜歡重製版的音樂。GamesRadar+評論員賈絲明·顧爾德-威爾森形容這個演示“非常有趣”，並表示這個遊戲“可能是系列新手的絕佳起點”。VG247評論員多姆·佩皮亞特表示這個演示看起來是“最佳意義上的重製”。Polygon評論員雀兒喜·絲塔克批評塔爾塔羅斯地圖缺乏環境細節，雖然忠實於原作，但未達到《女神異聞錄5》所設定的標準，表示不確定最終產品會有多少是新的。《女神異聞錄3 Reload》在2023年金搖桿獎中被提名為最受期待遊戲。
由於「Episode Aegis」DLC需另行購買，在發售前就已引發褒貶不一的評價，而Atlus也因採用這種「圈錢」做法而受到廣泛批評。

### 發售後
《女神異聞錄3 Reload》在評論聚合網站Metacritic獲得了「普遍好評」的評價。IGN評論員麥可·海厄姆稱讚遊戲讓受人喜愛的角色扮演遊戲《女神異聞錄3》得到了更完整的呈現，包括遊戲性的改進、新的配音和配樂等。遊戲的美術設計和互動介面也獲好評。PlayStation Universe評論員周·理查茲稱讚這款遊戲的美術設計達到了“大師級”，融合了《女神異聞錄5》和原版《女神異聞錄3》遊戲的風格，擁有「角色扮演遊戲史上最優雅的選單」。評論員普遍稱讚「Episode Aegis」的劇情表現和新音樂，但也批評其「冗長」、「重複性高」及操作不佳。
《Reload》因未加入《女神異聞錄3 攜帶版》中可選女性主角的功能，在發售前後均受到部分玩家與評論員批評。在製作人和田和久表示，由於時間和預算等因素，遊戲不太可能加入女性主角後，一群粉絲開始製作一個名為「Femc Reloaded Project」的模組，致力於在《Reload》中加入她與她專屬路線的內容。該模組因其完善的功能與迅速推出而獲得好評。

### 銷量
《女神異聞錄3 Reload》在發售首週即售出100萬份，成為系列作中最快達到百萬銷量的遊戲，也是一度Atlus旗下銷售速度最快的作品，直到被《暗喻幻想：ReFantazio》打破紀錄。截至2025年3月，《女神異聞錄3 Reload》的累計銷量已突破200萬套。

### 荣誉
| 年份   | 奖项         | 类别                           | 结果 | 参考   |
| ------ | ------------ | ------------------------------ | ---- | ------ |
| 2023年 | 金搖桿獎     | 最受期待遊戲                   | 提名 | [ 95 ] |
| 2024年 | 金搖桿獎     | 最佳配角（道恩·米歇尔·贝内特） | 提名 | [ 96 ] |
| 2024年 | 日本游戏大奖 | 優秀獎                         | 獲獎 | [ 97 ] |
| 2025年 | 紐約遊戲大獎 | 自由塔獎 最佳重製遊戲          | 提名 | [ 98 ] |

## 外部連結
- 官方网站